# Радзивилл, Михаил Казимир Рыбонька
Михаи́л Казими́р Радзиви́лл «Ры́бонька» (бел. Міхал Казімір Радзівіл «Рыбанька», пол. Michał Kazimierz Radziwiłł Rybeńko; Олыка, 13 июня 1702 — 15 мая 1762, Несвиж) — гетман великий литовский из рода Радзивиллов, владелец Несвижского замка (и ординации). Сын великого канцлера Кароля Станислава Радзивилла.

## Занимаемые должности
- ординат несвижский
- маршалак надворный литовский, с 1734 г.
- гетман польный литовский и каштелян трокский, с 1735 г.
- воевода трокский, с 1737 г.
- каштелян виленский с 1742 г.
- воевода виленский с 1744 г.
- гетман великий литовский — с 1744 г. по 1762 г.
- староста каменецкий, кричевский и др.

## Биография
В 1726 году приступил к восстановлению Несвижского замка, разрушенного шведами в 1706 году.
После кончины короля Августа II Михаил Казимир выступил противником Станислава Лещинского, одним из организаторов Краковской конфедерации и одним из авторов «Декларации доброжелательности» — обращения к русскому правительству о «защите вольностей и конституции», которое стало официальным поводом для вмешательства в дела Речи Посполитой. Во время войны за польское наследство сражался вместе с русскими войсками и командовал корпусом в составе Нарвского драгунского полка и 3000 донских казаков.
В 1750 году основал деятельность Несвижской типографии и открыл Несвижский кадетский корпус. Основал первые в ВКЛ мануфактуры, среди которых Новосвержанская фаянсовая, Слуцкая персиарня (мануфактура по производству шёлковых поясов). Прославился жизне- и женолюбием, за что и заработал своё прозвище: именно так он любил обращаться ко всем, особенно к женщинам.
Вместе с супругой Урсулой организовал театр, музыкальную, вокальную и балетную школы, а также оркестр народных инструментов. Михаил Казимир Радзивилл Рыбонька и его жена пользовались врачебными услугами известной мемуаристки и путешественницы Саломеи Регины Русецкой.

## Семья и дети
Михаил Казимир Радзивилл был дважды женат. 23 апреля 1725 года первым браком женился на княжне Урсуле Франциске Вишневецкой (1705—1753), единственной дочери воеводы и каштеляна краковского князя Януша Антония Вишневецкого (1678—1741) и Теофилы Лещинской (1680—1757). Дети:
- Януш Тадеуш Радзивилл (1734—1750)
- Кароль Станислав Радзивилл «Пане Коханку» (1734—1790), ординат несвижский, подчаший великий литовский, мечник великий литовский, староста львовский, воевода виленский (1762—1764, 1768—1790)
- Теофила Констанция Радзивилл (1738—1807[3]), 1-й муж генерал-лейтенант литовских войск Игнацы Моравский (ум. 1790), 2-й муж ротмистр народовой кавалерии литовских войск Ян Тадеуш Розвадовский
- Катарина Каролина Радзивилл (1740—1789), жена с 13 июня 1758 года великого хорунжего литовского Станислава Фердинанда Ржевуского (1737—1786). Их сыном был литератор Адам Ржевуский, а внучкой — Эвелина Ганская, жена Бальзака.

2 января 1754 года во Львове вторично женился на Анне Луизе Мыцельской (1729—1771), дочери каштеляна калишского и познанского Мацея Мыцельского (ок. 1690—1747) и Вероники Конаржевской, вдове стражника польного литовского Леона Михаила Радзивилла (1722—1751). Дети:
- Вероника Иоанна Радзивилл (род. 1754), жена с 21 сентября 1772 года воеводы хелмского графа Франтишека Станислава Костки Чапского (ум. 1802), происходивший из рода Гуттен-Чапских, а в приданое Михаил-Казимир, 28 ноября 1772 года, передал Франтишку Гуттен-Чапскому, имение Станьково.
- Иероним Винцент Радзивилл (1759—1786), ординат клецкий, подкоморий великий литовский и староста минский, женат на принцессе Софии Фридерике Турн-и-Таксис.
- Жозефина Радзивилл (род. 1762), 1-й муж с 1779 года князь Ксаверий Масальский (ум. 1787), 2-й муж хорунжий великий литовский Григорий Грабовский (ум. 1822)
- Мария Виктория Радзивилл, жена писаря великого литовского Бенедикта Морикони.

## Награды
- Орден Белого орла (1727, Речь Посполитая)
- Орден Святого Губерта (1724, Курфюршество Бавария)
- Орден Святого апостола Андрея Первозванного (15.05.1758, Российская империя)
- Орден Святого Александра Невского (15 или 18.05.1758, Российская империя)[4]

## Внешние ссылки
Дворец Радзивиллов в Гродно